# Blond-Blond
Blond-Blond, pseudonimo di Albert Rouimi (in arabo بلان بلان‎?; Orano, 3 novembre 1919 – Marsiglia, 15 agosto 1999), è stato un cantante algerino con cittadinanza francese.

## Biografia
Albert Rouimi nacque a Orano da famiglia ebraica algerina. Il soprannome Blond-Blond deriva dal suo albinismo. Si appassionò alla musica e si esibì per la prima volta con Messaoud El Mediouni.
Nel 1937, raggiunse Parigi, dove collaborò con Charles Trenet, Juanito Valderrama e Maurice Chevalier. Tornato a Orano nel 1939, lavorò insieme a Lili Labassi.
Nel 1946 tornò a Parigi, dove si esibì in feste private, matrimoni e circoncisioni e in vari cabaret algerini. Lavorò anche con Line Monty e Samy Elmaghribi.
Nel 1962, si esibì in occasione dell'indipendenza dell'Algeria e fu uno dei pochi artisti ebrei algerini a farlo. Tornò in Algeria nel 1970 e nel 1974. Morì a Marsiglia nel 1999.